# Jamaikanisch-portugiesische Beziehungen
Die jamaikanisch-portugiesischen Beziehungen beschreiben das zwischenstaatliche Verhältnis zwischen Jamaika und Portugal. Die Länder unterhalten seit 1979 direkte diplomatische Beziehungen.
Die bilateralen Beziehungen sind problemlos, dabei jedoch vergleichsweise schwach ausgeprägt, da es wenig direkte Berührungspunkte gibt. Beide Länder sind gemeinsame Partner in einigen internationalen Organisationen wie der UNO, Interpol und der Welthandelsorganisation.
Im Jahr 2008 waren 75 portugiesische Staatsbürger in Jamaika registriert, in Portugal waren im Jahr 2015 zwölf Bürger Jamaikas gemeldet.
Der bekannte jamaikanische Sänger Sean Paul hat portugiesische Vorfahren.

## Geschichte
Nachdem sich der Sohn des Christoph Kolumbus 1510 auf Jamaika niederließ, siedelten auch eine Reihe Einwanderer aus Spanien, aber auch einige Portugiesen hier, insbesondere Juden. Sie kamen häufig als Kaufleute, mussten sich jedoch meist halblegal oder illegal hier aufhalten und nannten sich Portugals. Mit der zunehmenden Judenverfolgung in Europa und insbesondere auf der Iberischen Halbinsel im 17. Jahrhundert kamen vermehrt jüdische Siedler auch aus Portugal hier an.
Am 26. Februar 1979 nahmen Jamaika und Portugal direkte diplomatische Beziehungen auf. Als erster portugiesischer Botschafter akkreditierte sich António Cabrita Matias in Jamaika, Portugals Vertreter in Venezuela. Die Botschaft in Caracas ist seither auch für Jamaika zuständig.
Seit den 1990er Jahren stieg das Interesse in Portugal an Reggaemusik. In der Folge kam es häufiger zum Austausch zwischen Musikern beider Länder. Insbesondere der international bekannte Richie Campbell ist hier zu nennen, der mit verschiedenen jamaikanischen Musikern arbeitete und in Jamaika auftrat und Videoclips aufnahm.

## Diplomatie
Portugal unterhält keine eigene Botschaft in Jamaika, das zum Amtsbezirk des portugiesischen Botschafters in Venezuela gehört. In der jamaikanischen Hauptstadt Kingston besteht ein portugiesisches Honorarkonsulat.
Auch Jamaika hat keine eigene Botschaft in Portugal, sondern ist dort über seine Botschaft in Brüssel akkreditiert. Ein jamaikanisches Honorarkonsulat existiert in der portugiesischen Stadt Setúbal.

## Wirtschaft

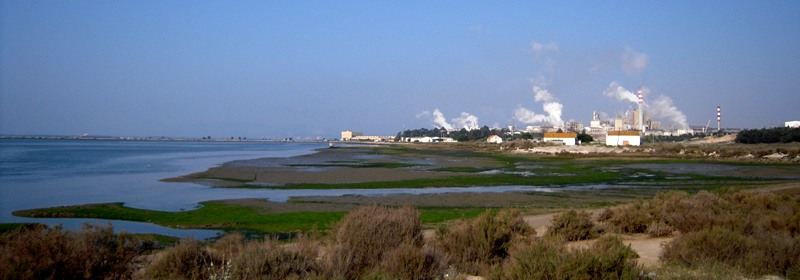
Papierfabrik der Portucel Soporcel in Setúbal: Papier und Zellstoff sind die wichtigsten Exportartikel Portugals nach Jamaika

Der bilaterale Handel ist schwach ausgeprägt. Die portugiesische Außenhandelskammer AICEP hat in Jamaika keine Vertretung, zuständig ist das AICEP-Büro in Venezuela.
Im Jahr 2016 exportierte Portugal Waren im Wert von 0,87 Mio. Euro nach Jamaika (2015: 1,09 Mio.; 2014: 0,10 Mio.; 2013: 1,38 Mio.; 2012: 0,80 Mio.), davon 50,6 % Papier und Zellulose, 19,4 % Maschinen und Geräte, 19,3 % Metalle und 4,0 % Kunststoffe.
Im gleichen Zeitraum lieferte Jamaika Waren im Wert von 0,02 Mio. Euro an Portugal (2015: 6,30 Mio.; 2014: 10,21 Mio.; 2013: 11,11 Mio.; 2012: 0,43 Mio.), ausschließlich Maschinen und Geräte, darunter 90,2 % Telekommunikationsgeräte und 3,5 % Kabel.
Im Jahr 2016 stand Jamaika damit für den portugiesischen Außenhandel an 162. Stelle als Abnehmer und an 173. Stelle als Lieferant. Im jamaikanischen Außenhandel 2015 rangierte Portugal an 12. Stelle unter den Abnehmern und an 66. Stelle unter den Lieferanten.

## Kultur

### Reggae in Portugal

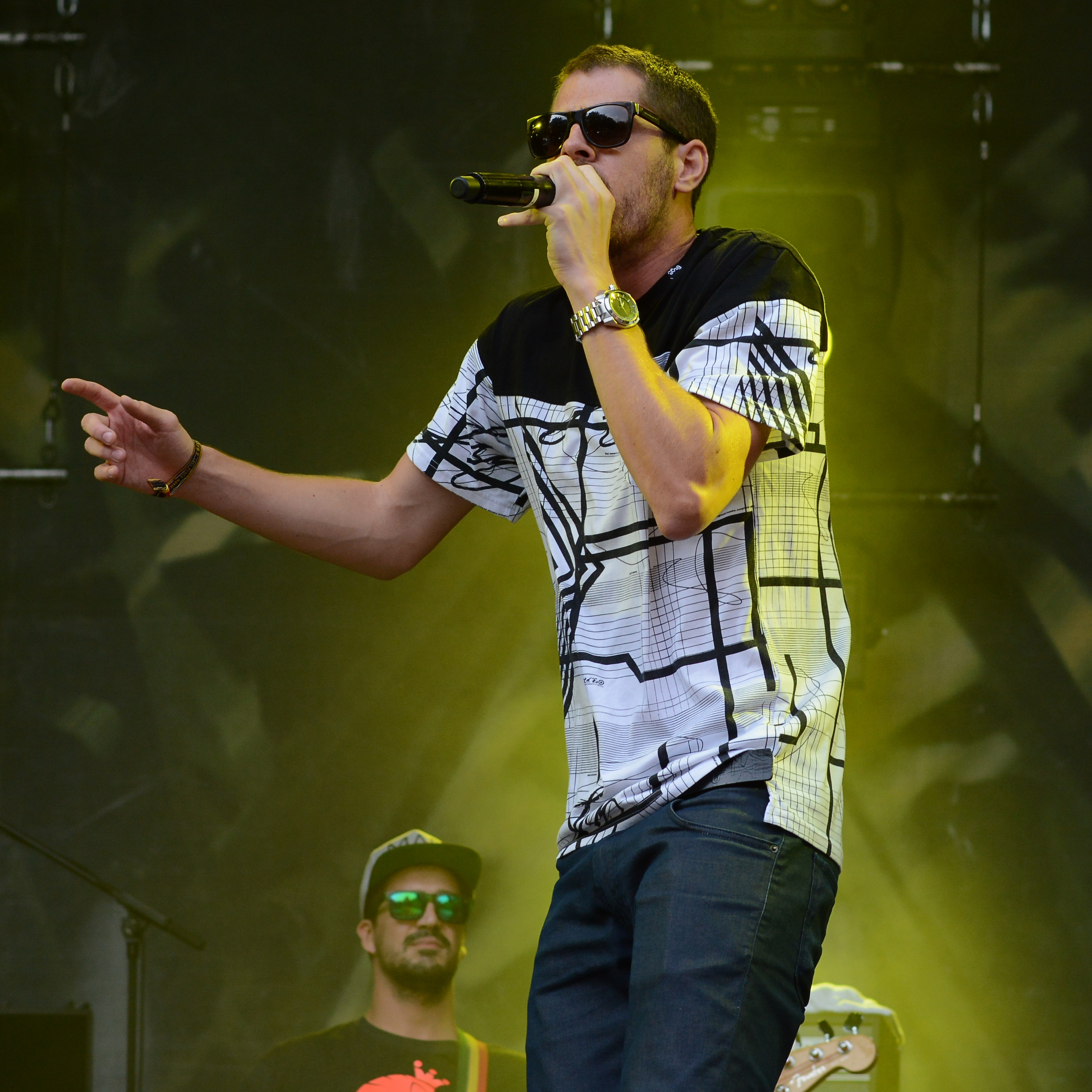
Richie Campbell (2014 in Mülheim/Ruhr)

Der international bekannteste Export Jamaikas, die Reggae-Musik und ihr Vorläufer Ska, trug auch in Portugal Früchte. Nach der Nelkenrevolution 1974 und der folgenden Welle an Protestliedern entwickelte sich Ende der 1970er Jahre eine Reihe Bands, die insbesondere von den Punk-, Ska- und Reggaebands Londons beeinflusst waren. Die ersten portugiesischen Reggaesongs gehen auf diese Zeit ab etwa 1978 zurück. Zu den bekanntesten Stücken gehören Patchouly (Grupo de Baile), Chamem a Polícia (Trabalhadores do Comércio), Se Cá Nevasse (Salada de Frutas), Totobola (Roquivários) u. a.
Als erste typische Reggaeband in Portugal wurde aber erst die Anfang der 1990er Jahre gegründete Gruppe Kussondulola bekannt. Es entwickelte sich danach eine lebendige Reggae-Szene in Portugal, mit Namen wie Freddy Locks, Souls of Fire, One Sun Tribe, Prince Wadada, Arsha, Philharmonic Weed oder dem ehemaligen Kussondulola-Musiker Mercado Negro. Auch Gruppen wie Cool Hipnoise, Expensive Soul oder die Tora Tora Big Band haben Reggae in ihrem Repertoire.
Als wichtigster Reggae-Sänger aus Portugal gilt heute der international bekannte Richie Campbell, der in jamaikanischem Kreol (Patwa) singt und mehrmals in Jamaika war, wo er Videoclips drehte und auftrat, auch im Fernsehen. Auch mit jamaikanischen Musikern arbeitete er mehrfach, darunter Ky-Mani Marley und insbesondere Anthony B, mit dem er auch aufnahm und tourte.
Die portugiesische Early-Reggae-Band Ratazanas war mehrfach Backing-Band sowohl für die jamaikanische Sängerin Susan Cadogan als auch für die jamaikanische Skinhead-Legende Roy Ellis, einst Sänger der wegweisenden Gruppe Symarip.
Am Strand von Carcavelos findet seit einigen Jahren mit dem MUSA Cascais jeden Sommer ein Reggaefestival statt, zudem treten Reggaemusiker aus beiden Ländern auch auf anderen Festivals in Portugal auf, etwa regelmäßig beim FMM Festival das Musicas do Mundo, dem wichtigsten portugiesischen Weltmusik-Festival.

### James Bond
Der britische Autor Ian Fleming war während des Zweiten Weltkriegs einige Zeit in Portugal als Geheimdienstler tätig, wo er vom Casino Estoril in einigen seiner späteren James-Bond-Romanen inspiriert wurde. Danach lebte er eine Weile auf Jamaika. Seine Romane spielen u. a. auch auf Jamaika und in Portugal. Beide Länder waren entsprechend Schauplatz bekannter Bond-Verfilmungen. So spielte der erste Bond 007 jagt Dr. No überwiegend auf Jamaika, während Im Geheimdienst ihrer Majestät seine Handlung zu großen Teilen in Portugal findet.

## Sport
Im portugiesischen Nationalsport Fußball sind die Jamaikanische und die Portugiesische Fußballnationalmannschaft bisher noch nicht aufeinander getroffen, auch die Jamaikanische und die Portugiesische Frauen-Nationalmannschaft noch nicht. Beim portugiesischen Algarve-Cup waren die Jamaikanerinnen bisher noch nicht vertreten (alles Stand Januar 2024). 
Die portugiesische Leichtathletin Maria Leonor Tavares begann ihre internationale Laufbahn bei den Leichtathletik-Juniorenweltmeisterschaften 2002 in der jamaikanischen Hauptstadt Kingston.
Den wichtigsten jamaikanischen Badmintonwettbewerb, die Jamaican International, konnte 2016 der Portugiese Pedro Martins gewinnen. Beim wichtigsten portugiesischen Wettbewerb, den Portugal International, gab es bisher noch keine Sieger aus Jamaika (Stand 2023).